# Erupção minoica

Topografia de Santorini

A erupção minoica, também chamada Erupção de Tera ou Erupção de Santorini, foi uma catastrófica erupção vulcânica pliniana com Índice de Explosividade Vulcânica (IEV) de 6 ou 7 e uma Densidade Lítica Equivalente (DLE) de 60 km³, que se estima ter ocorrido em meados do II milênio a.C., entre 1 650 e 1 450 a.C. A erupção foi um dos maiores eventos vulcânicos na Terra registrados na história. A erupção devastou Santorini, incluindo o assentamento minoico de Acrotíri, bem como as comunidades agrícolas e áreas em ilhas próximas e na costa de Creta.
A erupção parece ter inspirado certos mitos gregos (como a Titanomaquia), da mesma forma que a destruição de Acrotíri quiçá deu a base ou inspirou a história platônica de Atlântida. Outrossim, são creditadas à erupção mudanças climáticas que afetaram culturas na China. A erupção causou tumulto no Egito e um tsunâmi que enfraqueceu os minoicos, que poucos séculos depois, c. 1 420 a.C., foram dominados pelos micênicos.
Santorini é formada por um grupo circular de ilhas que pertencem ao arquipélago das Cíclades. O arquipélago faz parte do arco insular do Egeu, formado pela subducção da placa africana com o sistema de trincheiras marinhas helênicas situadas ao sul de Creta. Estudos geológicos indicam que, ao menos, 12 fases eruptivas ocorreram nos últimos milhões de anos. Pela erupção, Santorini, que era uma grande ilha circular, teve sua topografia alterada (seu planalto central colapsou e gerou a caldeira moderna), bem como surgiram fontes hidrotermais e grandes jazidas minerais (cobre, cobalto, manganês, ferro, zinco, níquel, chumbo). Hoje, Santorini é formado por um arquipélago de três ilhas (Tera, Terásia e Aspronisi) e há Nova e Velha Caméni, formadas sobre a caldeira graças a eventos vulcânicos dos últimos 2000 anos.

## Erupção

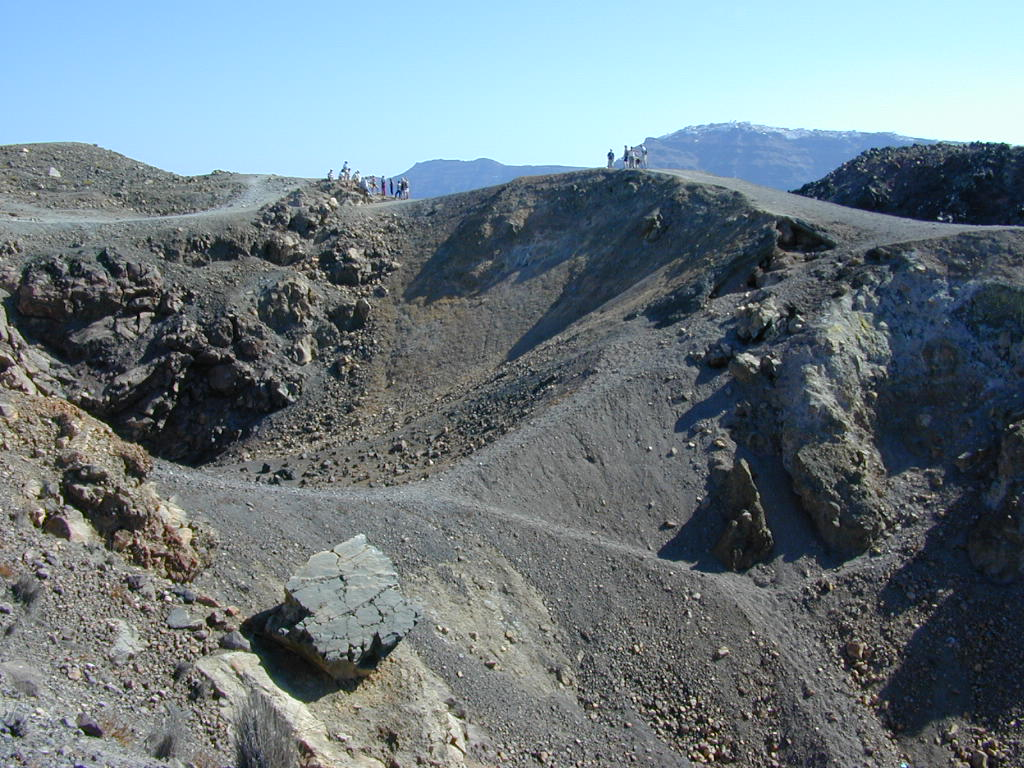
Crateras vulcânicas em Nova Caméni

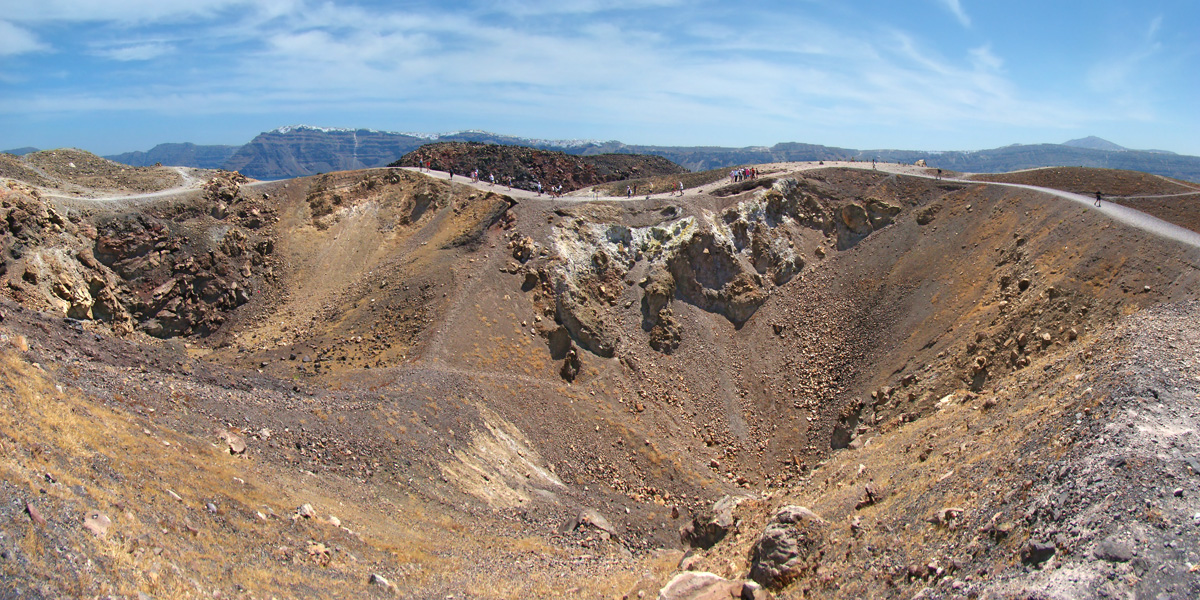
Crateras vulcânicas em Nova Caméni

### Antecedentes
Evidências geológicas apontam que a erupção é apenas uma dentre muitas que ocorrem ciclicamente no vulcão devido à subducção da placa africana. O registro geológico demonstra que no último milhão de anos houve erupções vulcanianas e estrombolianas, uma vez a cada 5 000 anos aproximadamente, e ocorreram erupções plinianas a cada 20 000. Há milhões de anos que o vulcão passa por contínuo processo de colapso e recarregamento: entrou em erupção violentamente muitas vezes e finalmente colapsou dentro de uma caldeira mais ou menos circular de água do mar, com diminutas ilhas formando o círculo. A caldeira recarrega-se lentamente com magma, construindo novo vulcão, que entra em erupção e, em seguida, colapsa. Imediatamente antes da erupção minoica, as paredes da caldeira formaram um anel quase contínuo de ilhas, com a única entrada situada entre Tera e a pequena Aspronisi.

### Geomorfologia
Embora o processo de fratura ainda não seja conhecido, a análise estatística indica que a caldeira tenha se formado pouco antes da erupção. Durante o período de erupção, a paisagem foi coberta por sedimentos de pedras-pomes. Em alguns lugares, a costa sumiu sob deposições de tufo e em outros as costas recentes foram estendidas para o mar. Depois da erupção, a geomorfologia da ilha foi caracterizada por uma fase de intensa erosão na qual as pedras-pomes foram progressivamente retiradas de altitudes superiores às inferiores. O núcleo de Santorini é formado por rochas metamórficas com idade entre 200 e 400 milhões de anos, ao mesmo tempo em que as demais porções são formadas por rochas vulcânicas expelidas por erupções vulcânicas de pequeno e médio porte ao longo do último 1,8 milhão de anos.

### Magnitude
Inicialmente, durante pesquisas realizadas em 1991, estimou-se que a magnitude da erupção fosse de 39 km³ de densidade lítica equivalente (DLE), contudo, após nova pesquisa realizada em 2006 por uma equipe de cientistas internacionais, a estimativa elevou-se para 60 km³, enquanto o volume de ejeção foi projetado como 100 km³, pondo o índice de explosividade vulcânica da erupção em 6 ou 7. Isto foi quatro vezes mais do que foi lançado à estratosfera pelo Cracatoa em 1883 e segundo estimativas, sua erupção foi dez vezes mais potente do que Cracatoa, de modo que sua explosão foi possivelmente ouvida a cerca de 3 000 km de distância. Apenas a erupção do monte Tambora em 1815, a erupção Hatepe no lago Taupo em 180 d.C. e, talvez, a erupção da montanha Baekdu em cerca de 970 lançaram mais material à atmosfera durante a história.

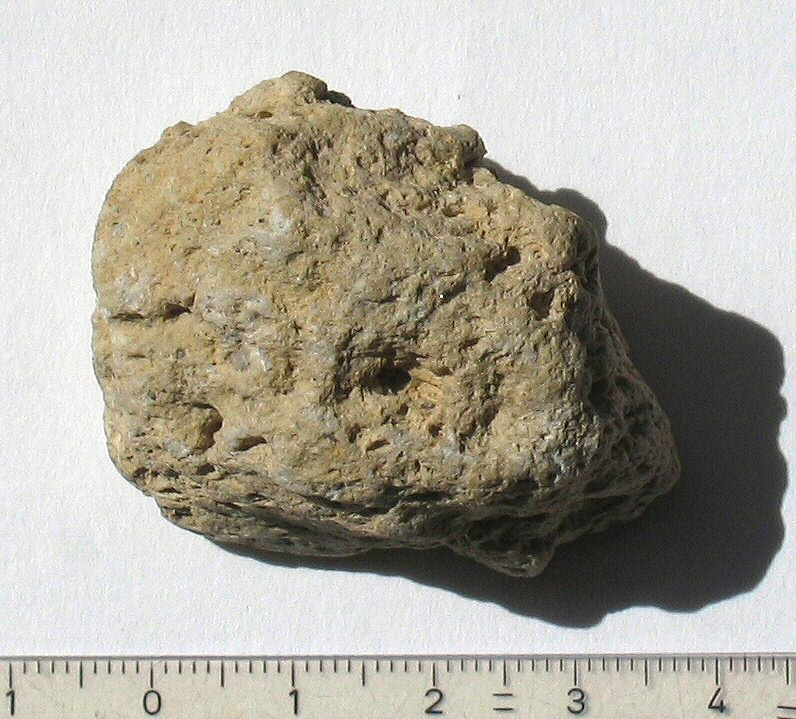
Fragmento de pedra-pomes de Santorini

### Sequência
Em Santorini há uma espessa camada branca de piroclasto de 50 m² que cobre o solo, claramente delineando o nível do solo antes da erupção. Estudos realizados por Reck em 1936 indicaram que houve quatro fases da erupção denominadas BO1, BO2, BO3 e BO4; em 1989 Druitt estabeleceu nova nomenclatura: Minoano A (BO1), Minoano B (BO2), Minoano C (BO3) e Minoano D (BO4). Heiken e McCoy identificaram em 1984 fases basais que representam atividades vulcânicas pré-erupção que foram chamadas BO0. Ao todos são quatro finas camadas que variam em cor (amarelo, laranja-acastanhado e/ou cinza claro) e espessura (de 1 a 4 cm). Estão presentes no sul de Tera e possivelmente foram expelidas por um respiradouro que antigamente localizava-se próximo da atual Nova Caméni, meses antes de a erupção se iniciar; devido à ausência de restos humanos em Acrotíri, supõe-se que a atividade preliminar provavelmente afugentou a população. Meses antes da erupção também foi constatado um ou mais terremotos que danificaram os assentamentos locais.

#### Primeira fase (BO1/Minoano A)

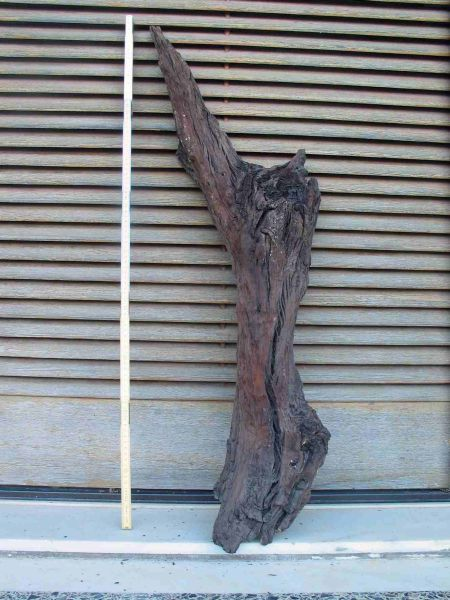
Oliveira nos depósitos piroclásticos

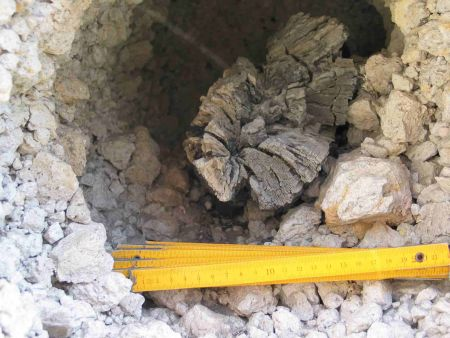
Oliveira nos depósitos piroclásticos

Calcula-se que o tempo transcorrido entre as primeiras explosões e o colapso total da caldeira tenha sido de dois dias. A primeira fase se caracterizou por erupção do tipo pliniano que, com uma coluna de 36 km, expeliu pedras-pomes e cinzas por toda a ilha a uma taxa de 2.5X108 kg/s embora tenha sido mais intensa a precipitação na zona leste da ilha, devido aos fortes ventos atmosféricos. A espessura do material vulcânico foi de 0,5-5 m (Pichler e Friedrich) ou 0,1-6 m (Heiken e McCoy) e o magma liberado teve volume de cerca de 2 m³. Depósitos piroclásticos desta fase foram encontrados em muitas localidades do Mediterrâneo Oriental, especialmente no mar, nas ilhas adjacentes, regiões da Anatólia, delta do Nilo, mar Negro e no sítio arqueológico de Nicória, na Messênia.  Os estudos dos depósitos piroclásticos indicam que a erupção aumentou com o passar do tempo.
Mais de 90% do depósito é formado por riodacito com 70,5-71,4% de SiO2, cristais raros ricos em pedra-pomes com 52,5-63,6% de SiO2 e alguns fragmentos de escória de andesito cinza com 58% de SiO2; menos de 10% do depósito é formado por cinzas e líticos fragmentados. Nesta primeira fase não houve interação magma-água, de modo que este evento foi impulsionado apenas por gases magmáticos. A última camada desta fase, que varia entre 2-40 cm, é composta integralmente por cinzas e foi chamada de ruptura freatomagmática. É a primeira camada que alude a uma interação significativa entre o magma do vulcão e a água que adentrou no respiradouro; marca o fim da primeira fase.

#### Segunda fase (BO2/Minoano B)
A segunda fase, caracterizada pelo início do colapso da caldeira, foi provocada pelo aparecimento de rachaduras e fissuras e pela ação da erosão eólica. Em consequência do processo, enormes quantidades de água se infiltraram no respiradouro do vulcão, causando explosões violentas que pulverizaram o magma, ejetaram grandes blocos líticos e produziram nuvens de vapor de alta concentração de sódio, que se espalharam pela ilha e localidades marinhas adjacentes. Elas geraram fluxos piroclásticos de velocidade entre 15 e 50 m/s que, pela ação da topografia, formaram depósitos piroclásticos em variadas altitudes. A espessura dos depósitos foi de 0,5-7 m (Pichler e Friedrich) ou 0,1-12 m (Heiken e McCoy) e a diferença expressiva possivelmente deriva da gradual transição do BO2 ao BO3 presente em muitos depósitos. A posição dos ventos, com base na disposição dos depósitos, aparenta ser similar à primeira fase, embora apresente um padrão mais ou menos radial em direção ao centro-sul da ilha Caméni.
Os depósitos desta fase são formados por numerosos bancos individuais, compostos sobretudo por camadas brancas de bagacinas, com abundantes blocos líticos e fragmentos de tamanho entre 1-2 m. Quase 90% do volume total é de cinzas e pedras-pomes; cerca de 20% do volume total é de blocos e fragmentos líticos. Diversos processos geológicos, entre eles a erosão, provocaram na fase o transporte balístico de blocos líticos maiores do que na primeira fase; bancos de precipitação similares àqueles da primeira fase foram encontrados, o que sugere que os processos ocorridos durante a primeira fase continuaram durante certo tempo na segunda fase ou então houve um período de flutuação entre os estilos de erupção.

#### Terceira (BO3/Minoano C) e Quarta (BO4/Minoano D) fases
Na terceira fase, os fluxos piroclásticos espalharam-se por toda a ilha e junto a superfície marinha próxima. Os depósitos desta fase são desordenados e mais proeminentes ao longo das falésias da cratera. Consistem de cinzas vulcânicas finas, pedras-pomes e 25-30% de blocos e fragmentos líticos de até 10 m de diâmetro. A espessura dos depósitos próximos à caldeira é de 40 m, enquanto que os encontrados no sul de Santorini chegam a 55 m; em distâncias maiores a espessura é menor. Além disso, aparentemente alguns dos depósitos formaram-se a baixas temperaturas, enquanto outros em picos térmicos de até 400 °C. Na quarta fase ocorreu o completo colapso da caldeira, gerando tsunâmi, assim como lahars e o aparecimento de depósitos líticos ricos (34-50%), sobretudo de ignimbrito.

## Vulcanologia

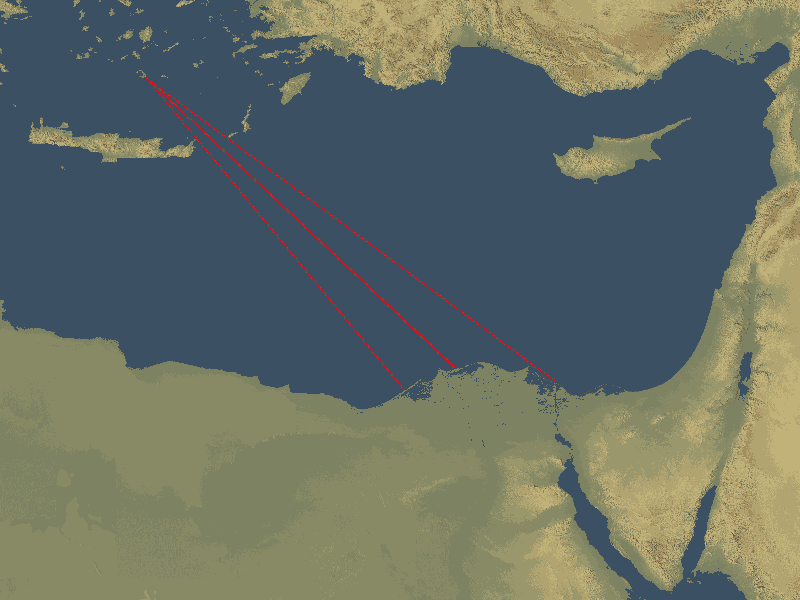
Ondas produzidas pela erupção que possivelmente alcançaram o Egito

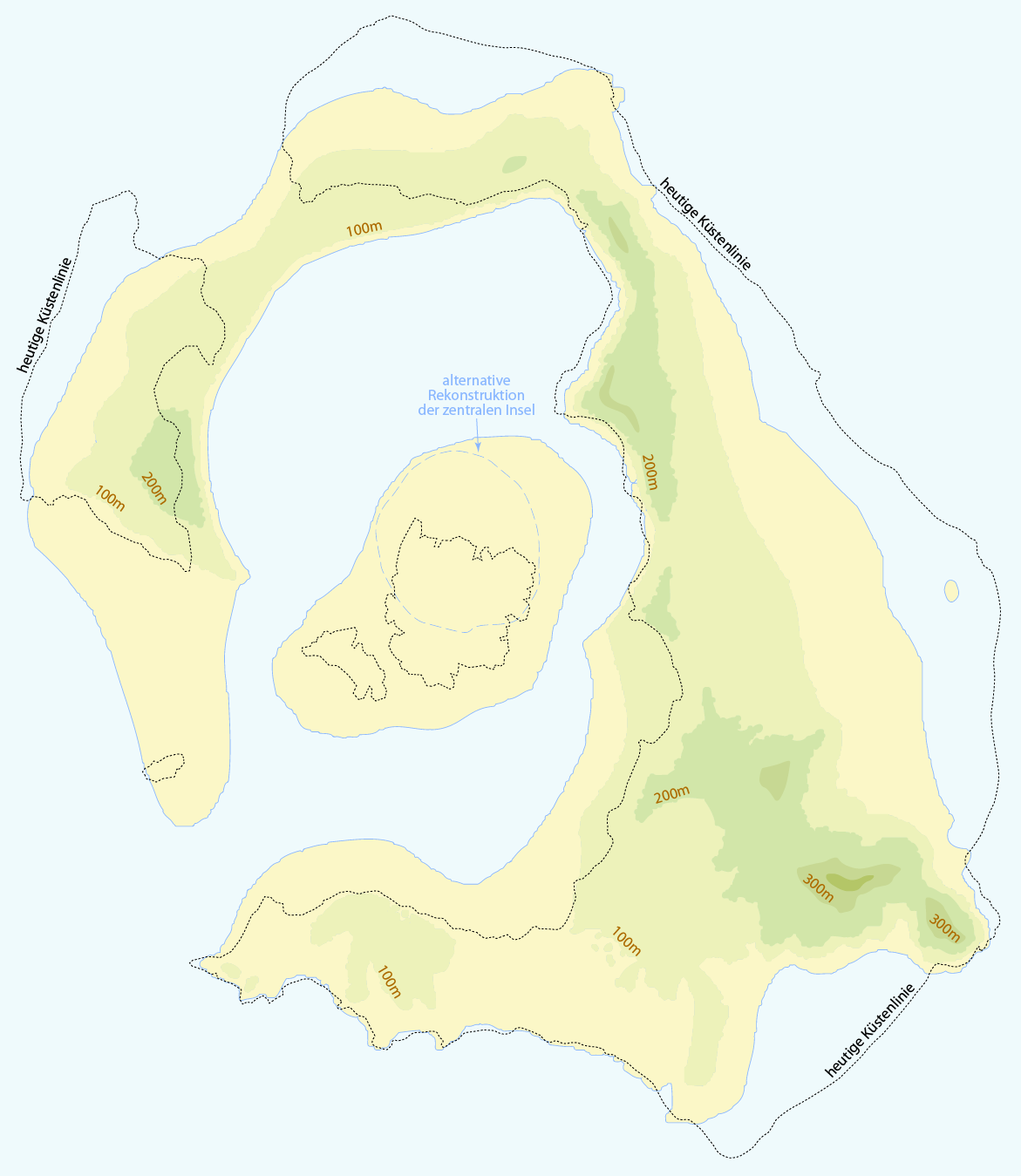
Tera antes da erupção

O colapso da caldeira de Santorini decorrente da erupção está associado a intensa atividade sísmica, perturbações climáticas maciças, volumosa precipitação piroclástica, fluxo piroclástico e tsunâmis. Esta erupção pliniana resultou numa enorme pluma vulcânica e erupções violentas de vapor. A erupção também gerou enormes ondas que afetaram as regiões litorâneas vizinhas, especialmente Creta, ao sul. Estipulou-se que as ondas que afetaram o litoral cretense tinham 12 m e, com este tamanho, foram capazes de destruir embarcações e vilas costeiras.
Em outras partes do Mediterrâneo existem depósitos de pedras-pomes que podem ter sido originados pela erupção de Santorini. Camadas de cinzas em núcleos perfurados no mar e em lagos da Turquia, todavia, mostram que a queda de cinzas mais pesada ocorreu a leste e nordeste de Santorini. Sabe-se agora que as cinzas encontradas em Creta são provenientes de uma fase precursora da erupção, algumas semanas ou meses antes das principais fases eruptivas, tendo tido pouco impacto sobre a ilha. Possíveis depósitos de cinzas de Santorini foram encontrados no delta do Nilo, entretanto, atualmente isto é considerado um erro de identificação.

## Datação
As datações por radiocarbono têm implicações significativas à cronologia aceita de culturas do Mediterrâneo Oriental. A erupção é fundamental à arqueologia da Idade do Bronze daquela região. Ela fornece um ponto fixo para alinhar toda a cronologia do II milênio a.C. no Egeu, porque as provas da erupção são encontradas em toda a região. Apesar desta evidência, a data exata da erupção tem sido difícil de determinar. Em boa parte do século XX, arqueólogos colocaram-na aproximadamente em 1 500 a.C., mas esta data parece ser muito recente com base na análise com datação por radiocarbono de uma oliveira enterrada sob um fluxo de lava do vulcão, que indica que a erupção ocorreu entre 1 627 e 1 600 a.C., com um grau de probabilidade de 95%; em 2007 foram descobertos outro pedaço da oliveira e vários ramos, mas que ainda não foram datados.
Em 2012, Felix Höflmayer argumentou que a evidência arqueológica poderia ser consistente com uma data em 1 570 a.C., reduzindo a discrepância para cerca de 50 anos, e em 2013 o arqueólogo Kevin Walsh, aceitando a datação por radiocarbono, sugeriu possível data de 1 628 a.C.. Por outro lado, as datas de radiocarbono têm sido vistas como imprecisas por razões científicas. Este argumento foi feito em particular por Malcolm Wiener. O principal problema é que o carbono 14 deficiente, proveniente do meio ambiente, poderia facilmente ter afetado as datas de radiocarbono e a evidência de pelo menos algum efeito ambiental é extremamente forte.

### Cronologia relativa

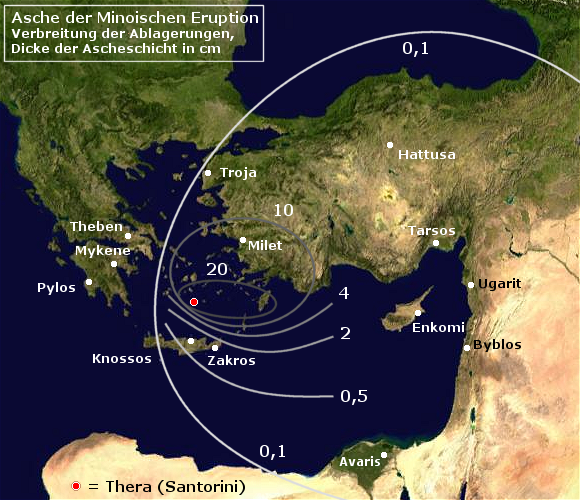
Distribuição do piroclasto da erupção

Arqueólogos desenvolveram cronologias das culturas do Mediterrâneo Oriental da Idade do Bronze Tardia analisando a origem de artefatos (p. ex., itens de Creta, Grécia continental, Chipre ou Canaã) encontrados em cada camada arqueológica; em camadas relativamente datáveis de Santorini, Chipre e da cidade egípcia de Aváris, por exemplo, foram encontrados exemplares de cerâmica com o mesmo estilo de decoração. Se a origem do artefato pode ser datada com precisão, então obtém-se uma data de referência à camada em que se encontra. Se a erupção de Santorini pode ser associada a uma determinada camada da cultura de Creta, ou outra, cronologistas podem usar a data desta camada até a data da erupção em si. Como a cultura de Santorini na época da destruição foi semelhante à do Minoano Recente IA (MRIA) em Creta, MRIA é a base para estabelecer a cronologia em outros lugares. A erupção também se alinha com as culturas dos períodos Cicládico Recente I (CRI) e Heládico Recente I (HRI), no entanto, é anterior ao HRI do Peloponeso. Em escavações arqueológicas em Acrotíri também foram encontrados fragmentos de nove vasos de gesso sírio-palestinos da Idade do Bronze Médio II. Os pré-historiadores do Egeu sentiram-se tão confiantes sobre seus cálculos que eles rejeitaram datas radiocarbônicas do início da década de 1970 para o MRI/CRI de Santorini, porque o radiocarbono sugeriu uma data cerca de um século anterior às datações tradicionais.
Em Telel Daba (antiga Aváris), no Egito, pedras-pomes encontradas foram datadas de 1 540 a.C., a mais próxima da data tradicionalmente aceita da erupção de Santorini, e cuja composição corresponde à da erupção de Santorini. Estas pedras-pomes foram controversas desde os anos 1990, uma vez que sustentam a data mais importante diferente daquela estabelecida pela cronologia tradicional. No 6º Simpósio Internacional de Radiocarbono e Arqueologia em 2011, Felix Hoeflmayer argumentou que, com base no novo modelo matemático para o Reino Novo (1550–1069 a.C.) intitulado bayesiano, é possível reduzir o lapso temporal entre as datas radiocarbônicas e arqueológicas, pois, por meio deste modelo, foi possível alterar o reinado de alguns faraós do Reino Novo, entre eles Amósis I (r. 1550–1525 a.C.), Tutancâmon (r. 1336–1327 a.C.) e Ramessés II (r. 1279–1213 a.C.).

### Núcleos de gelo

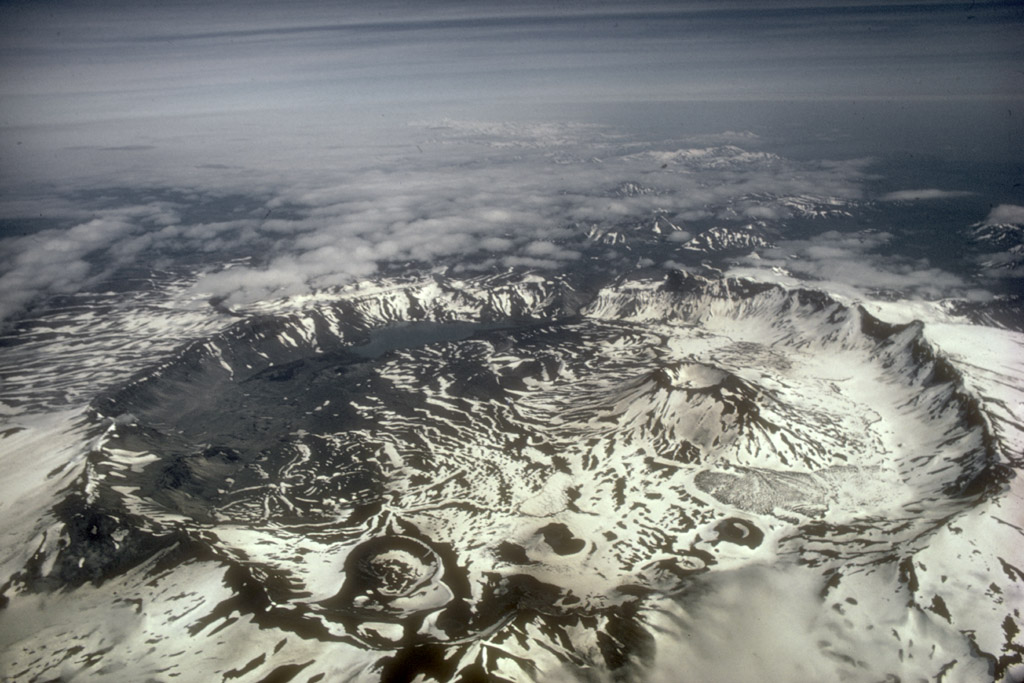
Caldeira do monte Aniakchak

Dados de núcleos de gelo da Groenlândia parecem apoiar as datas de radiocarbono. Uma grande erupção identificada em amostras de gelo é datada de 1644 ± 20 a.C. e suspeitava-se ser a de Santorini. Não obstante, demonstrou-se que as cinzas recuperadas de um núcleo de gelo não eram de Santorini, levando à conclusão de que a erupção pode ter ocorrido em outra data. A erupção do holoceno final do monte Aniakchak, um vulcão do Alasca, é proposta como a fonte mais provável dos cacos de vidro vulcânico no núcleo de gelo da Groenlândia.

### Dendrocronologia
Outro método utilizado para estabelecer a data da erupção é a data de anéis de árvores. Tal datação mostra que um grande evento interferiu no crescimento das árvores normais da América do Norte durante 1 629–1 628 a.C. Foram encontradas evidências de um evento climático em torno de 1 628 a.C. em estudos acerca da redução no crescimento de carvalhos europeus na Irlanda e de pinheiros na Suécia, assim como na Anatólia. Anéis congelados de pinheiros também indicam a data de 1 627 a.C., apoiando a data de 1 600 a.C.. Por outro lado, novas investigações apontam que a erupção não seria capaz de provocar mudanças climáticas de tal magnitude, pelo que pesquisas recentes apontam como possível causa de tais anomalias a chamada erupção Avelino do Vesúvio (c. 1 660 a.C.) ou uma ocorrida no monte Santa Helena durante o século XVII a.C..

## Impacto histórico

### Civilização Minoica

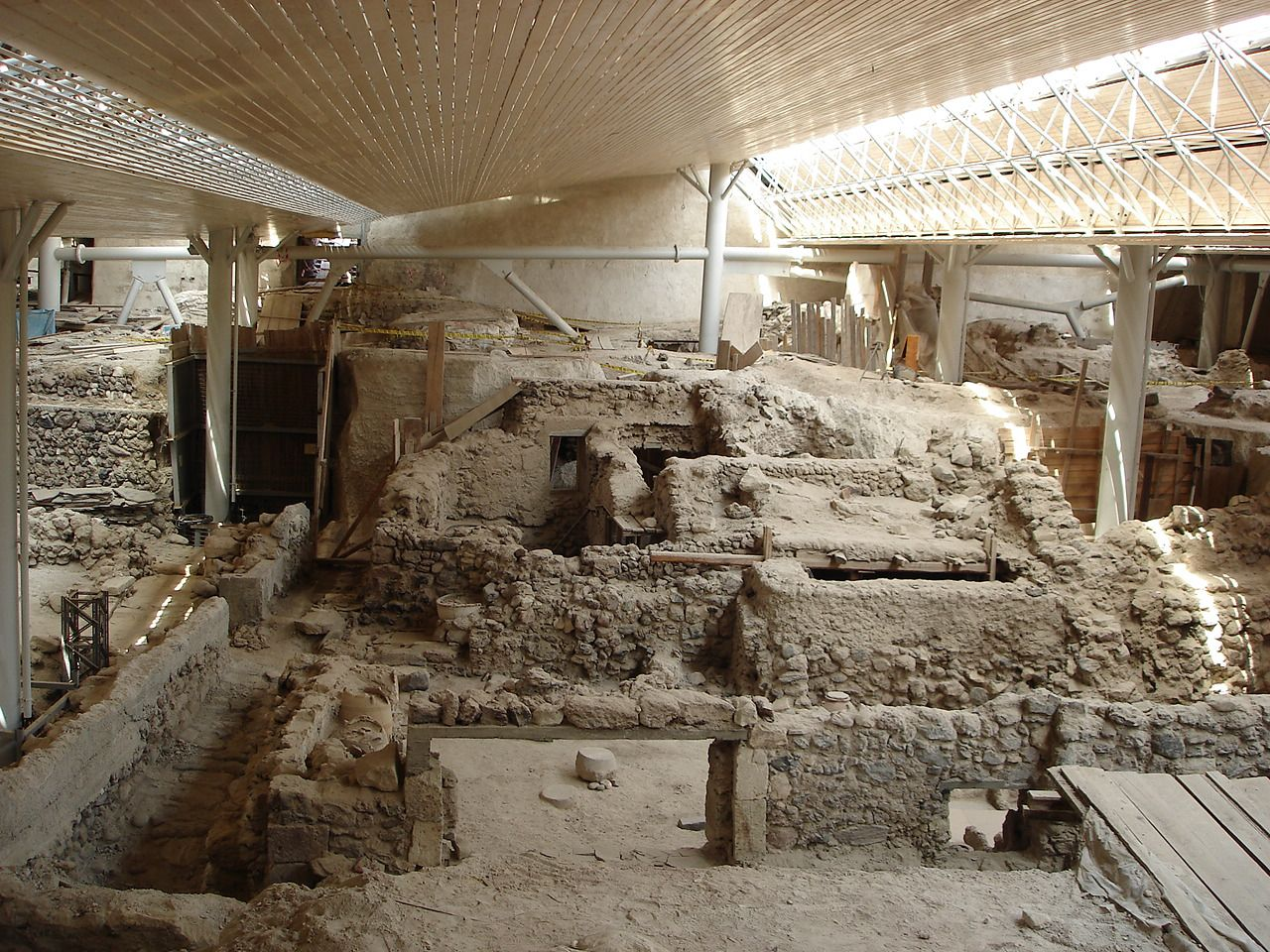
Ruínas de Acrotíri, Santorini

A erupção devastou o assentamento de Acrotíri em Santorini, que foi enterrado numa camada de pedras-pomes. Acredita-se que a erupção também afetou severamente a população em Creta, mas a extensão do impacto seja debatida. As primeiras teorias propuseram que as cinzas de Santorini sufocaram a vida das plantas na metade oriental de ilha, causando fome à população local. Porém, depois de exames de campo mais rigorosos, essa teoria tem perdido credibilidade, por se ter determinado que não mais de 5 mm de cinzas caíram em qualquer lugar de Creta; outrossim, estudos do pólen de camadas sedimentares anteriores e posteriores à erupção indicaram alterações mínimas na vegetação. Têm sido propostas outras teorias a partir de evidências arqueológicas em Creta e no Levante, indicando que um tsunâmi, supostamente associado à erupção, impactou áreas costeiras e pode ter devastado severamente os assentamentos da orla. Um desses sítios, Palecastro, foi destruído e inundado, mas foi mais tarde parcialmente reconstruído. Em Israel, também foram encontrados enormes núcleos sedimentares datados desse período que, devido às suas dimensões, devem ter sido transportados por um tsunâmi e se tal conclusão for verídica, cidades e artefatos da Palestina foram destruídos nesse momento. A mais recente teoria é que grande parte dos danos causados aos assentamentos minoicos resultou de um grande terremoto que precedeu a erupção de Santorini.
Foram encontrados restos minoicos significativos acima das camadas de cinza do Minoano Recente I de Santorini, o que implica que a erupção de Santorini não causou a queda imediata dos minoicos. Como os minoicos foram uma potência marítima e dependiam de seus navios mercantes e de sua marinha para sobreviver, a erupção de Santorini provavelmente causou dificuldades econômicas significativas para os minoicos e, a longo prazo, a perda de seu império. Além disso a destruição de Acrotíri afetou significativamente o comércio marítimo minoico com o norte. Há um intenso debate sobre esses efeitos terem sido suficientes para provocar a queda da Civilização Minoica. A conquista micênica dos minoicos ocorreu no final do período Minoano Recente II, não muito anos após a erupção, e muitos arqueólogos especulam que a erupção induziu uma crise na Civilização Minoica, que permitiu que os micênicos a conquistassem facilmente.

### Registros chineses
Segundo alguns pesquisadores, um inverno vulcânico de uma erupção no final do século XVII a.C. estaria correlacionado com entradas em registros chineses que documentam o colapso da dinastia Xia na China. De acordo com os Anais do Bambu, o colapso da dinastia e a ascensão da Dinastia Shang, aproximadamente datado de 1 618 a.C., foram acompanhados por "névoa amarela, um sol ofuscante, em seguida três sóis, geada em julho, fome e o secar de todos os cinco cereais."

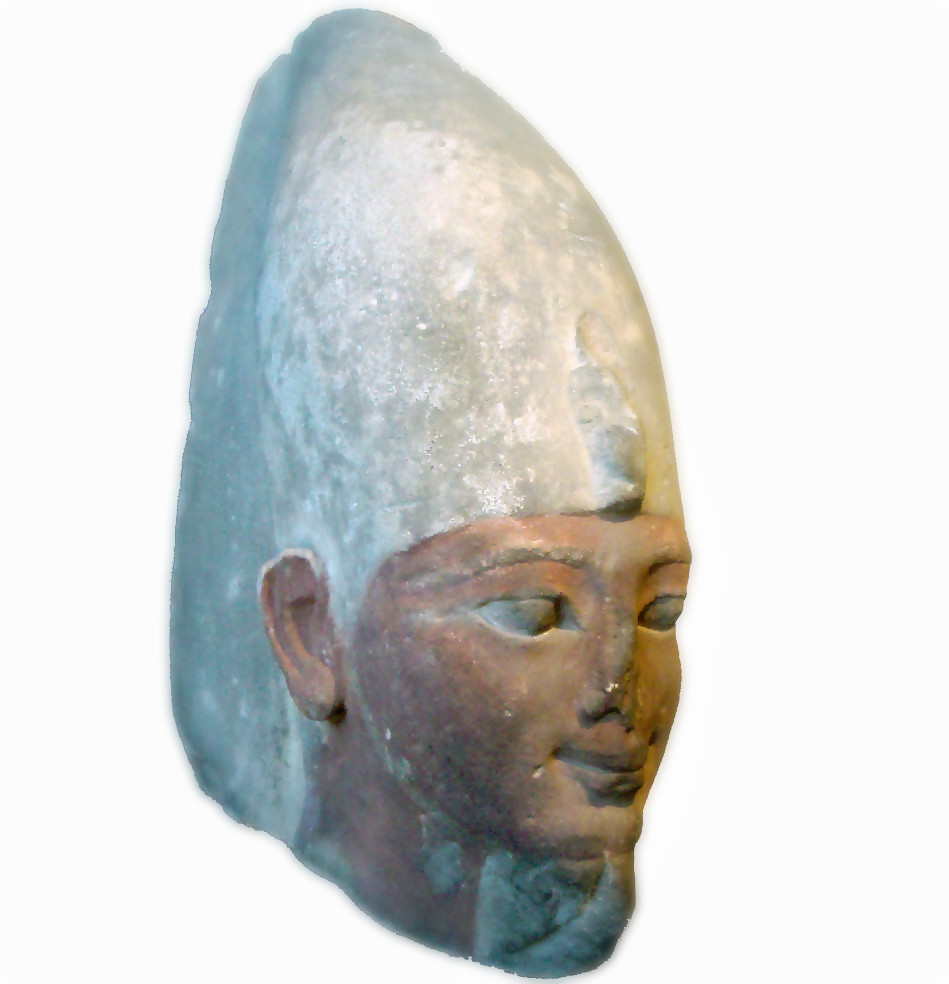
Cabeça da estátua de

### Impacto na história egípcia
Não se conhecem registros egípcios da erupção. A ausência de tais registros é por vezes atribuída à desordem geral no Egito em torno do Segundo Período Intermediário (r. 1650–1550 a.C.). No entanto, existem conexões entre a erupção de Santorini e as calamidades do papiro Ipuur, um texto do Baixo Egito escrito durante o Reino Médio (r. 2055–1650 a.C.) ou Segundo Período Intermediário. Chuvas torrenciais que devastaram grande parte do Egito e foram descritas na Estela da Tempestade de Amósis I têm sido atribuídas a mudanças climáticas de curto prazo causadas pela erupção de Santorini. Embora os danos causados por esta tempestade possam ter origem num terremoto posterior à erupção de Santorini, também foi sugerido que ela foi causada durante uma guerra com os hicsos, e a referência da tempestade é apenas uma metáfora para o caos, sobre o qual o faraó estava tentando impor a ordem. Há um consenso de que o Egito, estando distante da área de atividade sísmica significativa, não teria sido muito afetado por um terremoto no mar Egeu. Além disso, outros documentos, tais como a Gruta de Ártemis de Hatexepsute (r. 1473–1458 a.C.), retratam tempestades similares, mas estão claramente falando figurativamente, não literalmente. Pesquisas indicam que esta estela em particular é apenas outra referência à superação do faraó aos poderes do caos e da escuridão.

### Tradições gregas
A erupção de Santorini e a precipitação vulcânica podem ter inspirado o mito da titanomaquia na Teogonia de Hesíodo. As linhas de Hesíodo foram comparadas com a atividade vulcânica, citando raios de Zeus como um relâmpago vulcânico, a ebulição da terra e do mar como uma violação da câmara de magma, chamas imensas e calor como prova de explosões freáticas, entre muitas outras descrições. Outras passagens mitológicas que possivelmente baseiam-se na erupção são o dilúvio de Deucalião, descrito na Crônica de Paros (datada de 1 582 a.C.), e o gigante de bronze de Creta, Talos, que atirava pedras sobre navios que se aproximassem da ilha. Há algumas evidências arqueológicas, sismológicas e vulcanológicas de que o mito da Atlântida, descrito por Platão (427–347 a.C.), baseia-se na erupção de Santorini. O relato platônico originalmente deriva dos relatos do legislador ateniense Solão (638–558 a.C.) que, durante sua viagem em Saís, no delta do Nilo, tomou conhecimento, por intermédio de sacerdotes, do desaparecimento de um grande império insular.